# Badminton bei den Island Games 1993
Bei den Island Games 1993 wurden auf der Isle of Wight fünf Badmintonwettbewerbe ausgetragen.

## Medaillengewinner
| Disziplin    | Gold                             | Silber                            | Bronze                             |
| ------------ | -------------------------------- | --------------------------------- | ---------------------------------- |
| Herreneinzel | Darren Le Tissier                | Mark Leadbeater                   | Lennert Hansen                     |
| Herreneinzel | Darren Le Tissier                | Mark Leadbeater                   | Adam Garwood                       |
| Dameneinzel  | Elsa Nielsen                     | Bridget Hunt                      | Lucy Hughes                        |
| Dameneinzel  | Elsa Nielsen                     | Bridget Hunt                      | Helen Le Tocq                      |
| Herrendoppel | Darren Le Tissier Ifthi Wangsa   | Mark Leadbeater Andrew Podger     | Ian Coombs-Goodfellow Adam Garwood |
| Herrendoppel | Darren Le Tissier Ifthi Wangsa   | Mark Leadbeater Andrew Podger     | Simon Allchin Andy Gallichan       |
| Damendoppel  | Nichola Hutchins Sharon Hutchins | Áslaug Jónsdóttir Elsa Nielsen    | Sarah Le Moigne Wendy Trebert      |
| Damendoppel  | Nichola Hutchins Sharon Hutchins | Áslaug Jónsdóttir Elsa Nielsen    | Alex Harris Carol Worley           |
| Mixed        | Darren Le Tissier Bridget Hunt   | Ian Coombs-Goodfellow Alex Harris | Andrew Trebert Wendy Trebert       |
| Mixed        | Darren Le Tissier Bridget Hunt   | Ian Coombs-Goodfellow Alex Harris | David Winter Tina Scott Roberts    |